# 林家小染 (4代目)
四代目 林家 小染（はやしや こそめ、1947年6月11日 - 1984年1月31日）は、大阪府大阪市出身の落語家。本名∶山田 昇。出囃子は『たぬき』。

## 来歴
大阪市阿倍野区に生まれ、8歳で造幣局に務めていた父と死別。
中学3年生の時、3代目林家染丸に弟子入りを志願するが「とても食べてはいけん世界やから」と断られる。大阪市立天王寺第二商業高等学校に進学する。笑福亭鶴光とは同級であり、ともに演劇部に籍を置いていた。鶴光とは二人だけの落語研究会も作り、演劇部の舞台の前に交代で一席演じていたという。鶴光は著書で「好きな落語の話を存分に出来るのが楽しかった」「落語に興味をもったのは山田（引用者注：小染）に出会ってからの方が大きい。彼と落語論を交わすうちに自分の生き甲斐が落語一色になっていった。」と記している。高校1年生の時に染丸の元へ自作の落語を持って再度弟子入りを申し込む。染丸はその落語を聴き、「ちょっともおもろいことあらへんがな。けどまあな、熱意だけは買うたげる」と折れ、1964年1月10日に正式に染丸へ入門して高校は中退した。鶴光は自著にて「小染は落語家には学問はいらない、だから学校はすぐにでも辞められるという考えだった」と記している。入門後、4代目林家小染を名乗る。小染は鶴光に染丸門下に来るよう誘ったが、鶴光は高校は出るべきだという考えと小染の弟弟子になるのが嫌だったことから応じなかった。翌年春、京都花月で初高座。
1968年6月に師匠の染丸が膵臓ガンで病没。小染は、仕事で臨終に立ち会えなかった。葬儀の夜に小染は弟弟子の2代目林家染二（4代目染丸）とともに「桂にも笑福亭にもなりとうない。二人でまた林家の名前を大きゅうしていこう。泣いてる場合やない!」と涙したという。
1972年、毎日放送の番組『ヤングおー!おー!』で結成された若手落語家ユニット「ザ・パンダ」（小染、月亭八方、桂きん枝、桂文珍）の一員となる。その愛嬌ある個性により、多くのレギュラー番組に出演しお茶の間の人気を博した。
その後、タレント活動より落語活動に比重を置くようになり林家染丸一門がやらないような大ネタを下ろした。1979年9月1日、大阪毎日ホールで初の独演会を開催。この独演会では6代目笑福亭松鶴から稽古を付けられた『らくだ』を演じ、松鶴を感涙させている（ただし中入りの対談では松鶴は公開でダメを出した）。独演会はこのあと、1983年まで5回を数えた。『らくだ』のほかにも、『堀川』『景清』『猿後家』『鍬潟』『禁酒関所』『三十石』などを十八番としていた。4代目染丸を継ぐべく将来を嘱望されており、第1回独演会のプログラムに松鶴は「この調子でたゆまず精進してくれれば四代目染丸襲名も近いうち夢でない」と記していた。
しかし1984年1月29日、小染は箕面市の飲食店で酒を飲んだ後、酔った勢いで発作的に外へ出て国道171号線へ飛び出し走ってきたトラックに轢かれ、翌々日の31日に死去。36歳だった。法名は「淨樂院釋染華信士」。同年秋に4代目染丸襲名が決まっていた中での急逝だった。
小染の通夜には、不祥事で謹慎中だった桂きん枝が参列し、それを見た6代目笑福亭松鶴がきん枝に声をかけた。しばらく経ってから松鶴は3代目桂小文枝の自宅にきん枝を伴って訪れ、きん枝の芸能活動復帰を促し、すでに「タイミングの問題」と考えていた小文枝もそれを許すこととなる。
2月7日の本葬では、染二が弔辞で「このたくさんの樒が、四代目染丸襲名のお祝いの花であったら、どんなに嬉しかったことか」と無念の言葉を読んだ。染二は小染の没後に書いた文章の中で、1983年の秋頃に小染から「ワイ、四十になったら染丸になろうと思てんねん」と打ち明けられたことを記し、襲名への意欲とともに「無茶はいまのうちにしておこうという気もあったようです。酒にのまれてしまうことも多くなりました。」と死因につながった事情を推察している。香川登枝緒も「東西ともテンポの速い落語家の多い中で、小染のような大阪弁でいう"まったり"した味を持っている落語家は少なかった。大器晩成型で五十、六十代が楽しみだったのに残念」と惜しんだ。
2009年にDVD+CDボックスが発売された。2010年の命日の1月31日には京橋花月で27回忌追善落語会を開催、ゆかりの噺家が多数出演した。『鍬潟』の映像を流した。

## 芸歴
- 1964年1月 - 3代目林家染丸へ入門、「小染」を名乗る。
- 1965年 - 初高座。
- 1968年6月 - 師匠・染丸が病没。
- 1972年 - 『ヤングおー!おー!』で結成された若手落語家ユニット「ザ・パンダ」の一員となる。
- 1979年9月 - 初の独演会を開催。
- 1984年1月 - 急逝。

## 芸風
小染の高座について、笑福亭鶴光は「若い時分から老成したような丁寧なゆっくりとした口調だった」と回想し、師匠の3代目染丸からは「みんな歳いったらゆっくりになるんやから、いまからそんなしゃべり方しとってどないすんねん!」と言われていたと記している。
弟弟子の2代目染二（4代目染丸）と一緒に軽口を演じたこともあった。

### 演目
- 『らくだ』
- 『堀川』
- 『景清』
- 『猿後家』
- 『鍬潟』
- 『禁酒番屋』
- 『三十石』

## 弟子
- 先代林家染八（5代目小染） - 小染没後2代目林家染二（4代目染丸）門下に預かり
- 林家市染（4代目染語楼） - 3代目林家染語楼門下から預かる

### 廃業
- 林家染久

## 人物
酒豪だが酒癖が悪く、楽屋で休息している大先輩で厳格であった人生幸朗に対して、酔っ払っていた小染は「オイ、オッサン、こんなとこで何寝てんねん」と足蹴りし、周囲を凍りつかせた。また6代目笑福亭松鶴に対しても酔った勢いで罵倒したり、2代目桂春蝶、2代目桂枝雀と3人で呑んだ時に揉めたこともあった。ほかにも電柱に上ったり、自宅の押し入れで用を足したりしたこともあった。酒癖の悪さは本人も自覚しており、「ワシ、きっと酒で死ぬやろナ」と言ったこともあるという。一方で「酒が入っていなければ、実に礼節をわきまえた芸人であった」と前田五郎は評している。
また、年がら年中同じ着物で風呂にも入らないという生活であった。風呂に入らないのをよく「風呂に入ると風邪を引く」と言って拒んでいた。酔った勢いで中央市場のトロ箱で一夜を過ごし、そこから楽屋入りすることも度々で「その時の臭さと言ったら…」と前田は評している。
好角家で、タニマチになったり「小染会」の名で懸賞金を出したりしていた。

## 共著書
- 『これで一パイ！ 小染の酒の肴（アテ）』（朝日放送ラジオと）ダイナミックセラーズ、1981年

## 関連書籍
- 古川嘉一郎『なにわの急ぎ星 ドキュメント林家小染』たる出版、1985年
- 『笑いの文化人講座』第7巻 ホットカプセル、1994年

## 主な番組
- 「霊感ヤマカン第六感」（ABCテレビ）
- 「あっちこっち丁稚」（ABCテレビ）
- 「YOUNG OH!OH!」（毎日放送）
- 「花の駐在さん」（ABCテレビ）
- 「北斗の人」（関西テレビ）
- 「爆笑水戸黄門」→「爆笑世直し道中」（関西テレビ、水戸黄門役）
- 「夫婦旅日記 さらば浪人」
- 「殴り込み河内街道」
- 「めでためでたの初夢道中」
- 「歌の旅・歌謡大全集」（ABCラジオ）
- 「土曜ワイド奥さまスタジオ」（テレビ和歌山）
- ｢ヒラメキ大作戦｣(朝日放送)